# Савињо
Савињо (итал. Savigno) је насеље у Италији у округу Болоња, региону Емилија-Ромања.
Према процени из 2011. у насељу је живело 1184 становника. Насеље се налази на надморској висини од 264 м.

## Становништво
Према резултатима пописа становништва 2011. у општини је живело 2.727 становника.
| 1951. | 1961. | 1971. | 1981. | 1991. | 2001. | 2011. |
| ----- | ----- | ----- | ----- | ----- | ----- | ----- |
| 4.221 | 3.094 | 2.231 | 2.041 | 2.238 | 2.556 | 2.727 |